# Дебеляк, Степан
Степан Дебеляк (хорв. Stjepan Debeljak, серб. Стјепан Дебељак; 19 августа 1908, Фердинандовац — 23 ноября 1968, Загреб) — югославский хорватский общественно-политический деятель, участник Народно-освободительной войны Югославии, Народный герой Югославии.

## Биография
Родился 19 августа 1908 в посёлке Фердинандоваца. Окончил машиностроительное ПТУ в 1925 году, работал на Югославских железных дорогах. В Загребе стал членом революционного рабочего движения, в октябре 1932 года принят в Коммунистическую партию. Неоднократно арестовывался полицией.
В партизанском движении с 1941 года, был секретарём провинциального комитета Двора-на-Уне Коммунистической партии Хорватии и членом Бараньского окружного комитета, также состоял на должностях секретаря Беловарского окружного комитета Компартии и в Загребском окружном комитете. Занимал также должность политрука 3-й воеводинской ударной бригады.
После войны работал в отделе кадров ЦК КПХ, был секретарём Сабора Социалистической республики Хорватии, членом Президиума Социалистического союза трудового народа Хорватии, а также депутатом Сабора СР Хорватии и Союзной народной скупщины.
Скончался 23 ноября 1968, похоронен на кладбище Народных героев Мирогой (Загреб). Награждён рядом орденов и медалей, в том числе Орденом Народного героя (указ от 27 ноября 1953).